# Округ Бун (Индијана)
Округ Бун (енгл. Boone County) је округ у америчкој савезној држави Индијана.

## Демографија
По попису из 2010. године број становника је 56.640, што је 10.533 (22,8%) становника више него 2000. године.
| Група             | 2000.          | 2010.          |
| Белци             | 44.847 (97,3%) | 53.151 (93,8%) |
| Афроамериканци    | 163 (0,4%)     | 495 (0,9%)     |
| Азијати           | 212 (0,5%)     | 942 (1,7%)     |
| Хиспаноамериканци | 534 (1,2%)     | 1.270 (2,2%)   |
| Укупно            | 46.107         | 56.640         |